# Гендерсон (Невада)
Гендерсон (англ. Henderson) — місто (англ. city) в США, в окрузі Кларк, друге за населенням місто в штаті Невада, південно-східне передмістя Лас-Вегаса. Населення — 317 610 осіб (2020).

## Географія
Гендерсон розташований за координатами 36°0′44″ пн. ш. 115°2′15″ зх. д. / 36.01222° пн. ш. 115.03750° зх. д. (36.012233, -115.037462).  За даними Бюро перепису населення США, у 2010 році місто мало площу 279,02 км², уся площа — суходіл.

### Клімат
| Клімат : Гендерсон      | Клімат : Гендерсон | Клімат : Гендерсон | Клімат : Гендерсон | Клімат : Гендерсон | Клімат : Гендерсон | Клімат : Гендерсон | Клімат : Гендерсон | Клімат : Гендерсон | Клімат : Гендерсон | Клімат : Гендерсон | Клімат : Гендерсон | Клімат : Гендерсон | Клімат : Гендерсон |
| Показник                | Січ.               | Лют.               | Бер.               | Квіт.              | Трав.              | Черв.              | Лип.               | Серп.              | Вер.               | Жовт.              | Лист.              | Груд.              | Рік                |
| Абсолютний максимум, °C | 23,9               | 30,0               | 32,8               | 36,1               | 43,9               | 45,6               | 47,2               | 44,4               | 43,3               | 37,8               | 32,2               | 25,6               | 47,2               |
| Середній максимум, °C   | 12,2               | 15,0               | 19,4               | 23,9               | 29,4               | 35,0               | 38,3               | 37,2               | 32,8               | 25,6               | 17,8               | 12,2               | 25,0               |
| Середній мінімум, °C    | 5,0                | 6,7                | 9,4                | 13,3               | 18,3               | 23,3               | 26,1               | 25,6               | 21,7               | 15,6               | 8,9                | 4,4                | 14,9               |
| Абсолютний мінімум, °C  | −11,7              | −11,1              | −3,9               | −0,6               | 2,8                | 5,0                | 13,3               | 15,0               | 6,1                | −1,1               | −15,6              | −12,8              | −15,6              |
| Норма опадів, мм        | 18                 | 24                 | 14                 | 6                  | 3                  | 3                  | 12                 | 18                 | 11                 | 9                  | 12                 | 15                 | 145                |
| ----------------------- | ------------------ | ------------------ | ------------------ | ------------------ | ------------------ | ------------------ | ------------------ | ------------------ | ------------------ | ------------------ | ------------------ | ------------------ | ------------------ |
| Джерело:                |                    |                    |                    |                    |                    |                    |                    |                    |                    |                    |                    |                    |                    |

## Демографія
Згідно з переписом 2010 року, у місті мешкало 257 729 осіб у 101 314 домогосподарствах у складі 68 178 родин. Густота населення становила 924 особи/км².  Було 113586 помешкань (407/км²).
Расовий склад населення:
| - 76,9 % — білих - 7,2 % — азіатів - 5,1 % — чорних або афроамериканців - 0,7 % — корінних американців - 0,6 % — вихідців з тихоокеанських островів - 4,8 % — осіб інших рас |

До двох чи більше рас належало 4,8 %. Частка іспаномовних становила 14,9 % від усіх жителів.
За віковим діапазоном населення розподілялося таким чином: 22,6 % — особи молодші 18 років, 63,1 % — особи у віці 18—64 років, 14,3 % — особи у віці 65 років та старші. Медіана віку мешканця становила 39,6 року. На 100 осіб жіночої статі у місті припадало 96,8 чоловіків;  на 100 жінок у віці від 18 років та старших — 94,6 чоловіків також старших 18 років.
Середній дохід на одне домашнє господарство  становив 83 338 доларів США (медіана — 63 120), а середній дохід на одну сім'ю — 94 920 доларів (медіана — 74 739). Медіана доходів становила 54 938 доларів для чоловіків та 42 053 долари для жінок. За межею бідності перебувало 9,8 % осіб, у тому числі 12,7 % дітей у віці до 18 років та 6,4 % осіб у віці 65 років та старших.
Цивільне працевлаштоване населення становило 127 264 особи. Основні галузі зайнятості: мистецтво, розваги та відпочинок — 23,0 %, освіта, охорона здоров'я та соціальна допомога — 17,7 %, роздрібна торгівля — 13,6 %, науковці, спеціалісти, менеджери — 11,2 %.